# BMW Série 3 (E21)
Pour les articles homonymes, voir E21.
Identifiée avec le code BMW E21, la première des BMW Série 3 a été introduite sur le marché en 1975 en tant que successeure de la 2002. Disponible uniquement en version deux portes, l'E21 était disponible au lancement avec des moteurs 4 cylindres (BMW M10) et à partir de 1977 avec des moteurs 6 cylindres (BMW M20). Produite jusqu'en 1983, elle a été remplacée fin 1982 par l'E30 avec comme nouveauté une version quatre portes et des motorisations diesel.
Au total, toutes versions comprises, 1 364 039 exemplaires ont été construits dont 4 595 étaient des décapotables Baur entre 1977 et 1982,.

## Historique du modèle

### Général

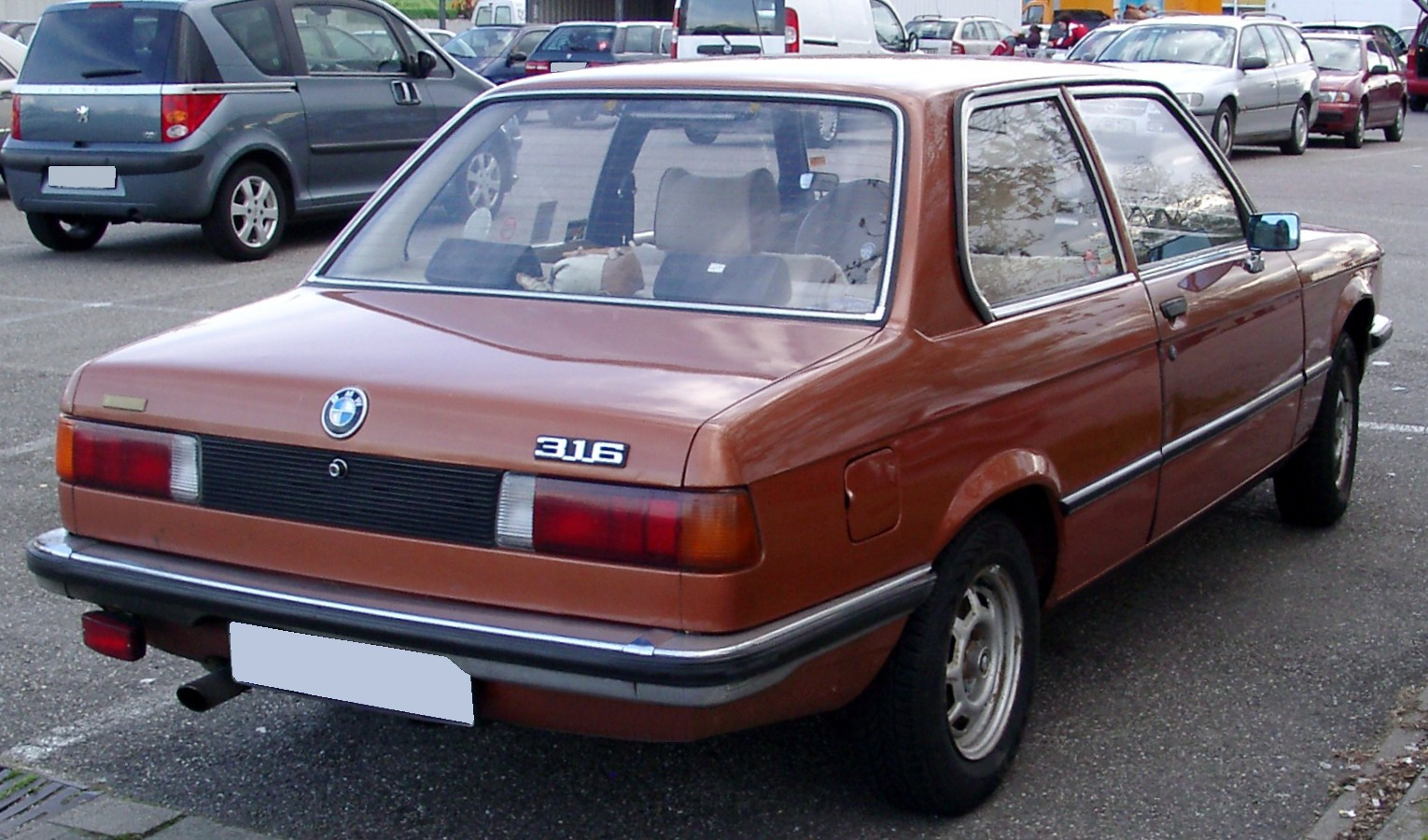
Vue arrière

Le design de l’E21 vient de Paul Bracq, qui avait déjà dessiné la première BMW Série 5 E12. Les premiers modèles de l'E21 ont été livrés sans panneau de plastique noir situé entre les feux arrière. En réponse aux protestations des clients se plaignant du vide entre les deux phares arrière (le modèle précédent avait la plaque d’immatriculation entre celles-ci), peu de temps après le démarrage de la production en série, en août 1975, un panneau ligné noir a été ajouté, ce qui donne une apparence contemporaine à l'arrière.
De plus, les véhicules avec les « petits moteurs » à quatre cylindres (315, 316, 318 et 318i) diffèrent visuellement des variantes plus puissantes, les 320, 320i et 323i. Ainsi, les modèles avec les moteurs les plus petits n'ont que deux phares ronds individuels d’un diamètre de 7" (environ 178 mm) (équipés, selon le modèle et l'année, soit de lampes à double filament R2 ou de lampes halogènes H4), dans la continuité de la version précédente, la BMW 02. Les autres modèles, 320/4, 320i, 320/6 et 323i possèdent 2 phares doubles de 5" 3/4 (environ 146 mm); Sur la version 320i ainsi que sur les six cylindres, on observe une plaque signalétique sur la calandre. La BMW 323i, avec injection K-Jetronic, est la seule variante équipée de deux sorties d'échappement situés à gauche et à droite du véhicule. Le « i » après la combinaison numérique indiquait si le moteur bénéficiait d'une injection tandis que les modèles sans « i » ne sont équipés que de carburateurs. Les modèles allant de la 316 à la 323i pouvaient être équipés, en option, d’une transmission automatique ZF à trois vitesses. 
Jusqu'au modèle de l'année 1980, il y n'y avait qu'une seule finition intérieure au rendez-vous sur la BMW E21. À partir du modèle de 1981, les finitions intérieures variaient en fonction du moteur choisi :
Les voitures avec moteur à six cylindres offraient des tissus d'ameublement et des garnitures de portes de qualité supérieure. La 315 proposait une gamme d'équipements réduite (notamment la suppression des rangements dans les portes à partir de 1977). Tous les modèles supérieurs à la 320 proposent un compteur de vitesse de série.
En septembre 1978, la base noire sous la plaque signalétique chromée a été abandonnée. Les sièges avant qui provenaient de stocks de pièces de BMW 02 ont tout de même modifiés en attachant les boucles de ceinture à l'armature du siège à partir de 1978. L'échappement des modèles 316 à 320 a été déplacé plus vers l'extrémité arrière gauche (plus éloigné de la plaque d'immatriculation) – la 323i a subi le même changement pour ses deux échappements.
La Maserati Biturbo de 1981 est basée sur le concept de la BMW Série 3.
La BMW E21 a été incluse dans la publication Cinquante voitures qui ont changé le monde par le Design Museum de Londres.
La BMW E21 au cinéma: « Le choc » de Robin Davis avec Alain Delon 1983.

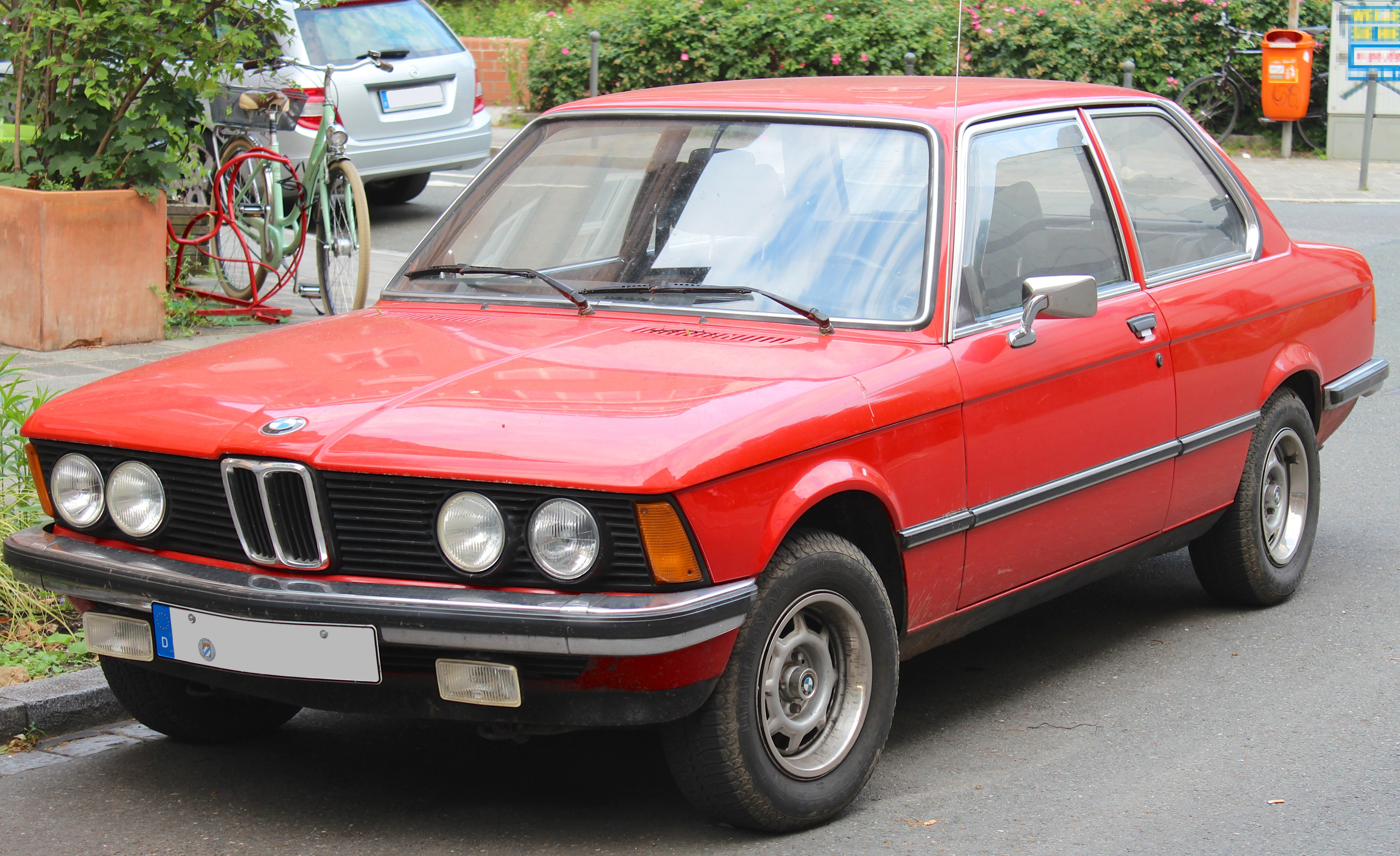
Les modèles 320 se distinguaient visuellement des plus petits modèles à moteurs quatre cylindres par des doubles phares.
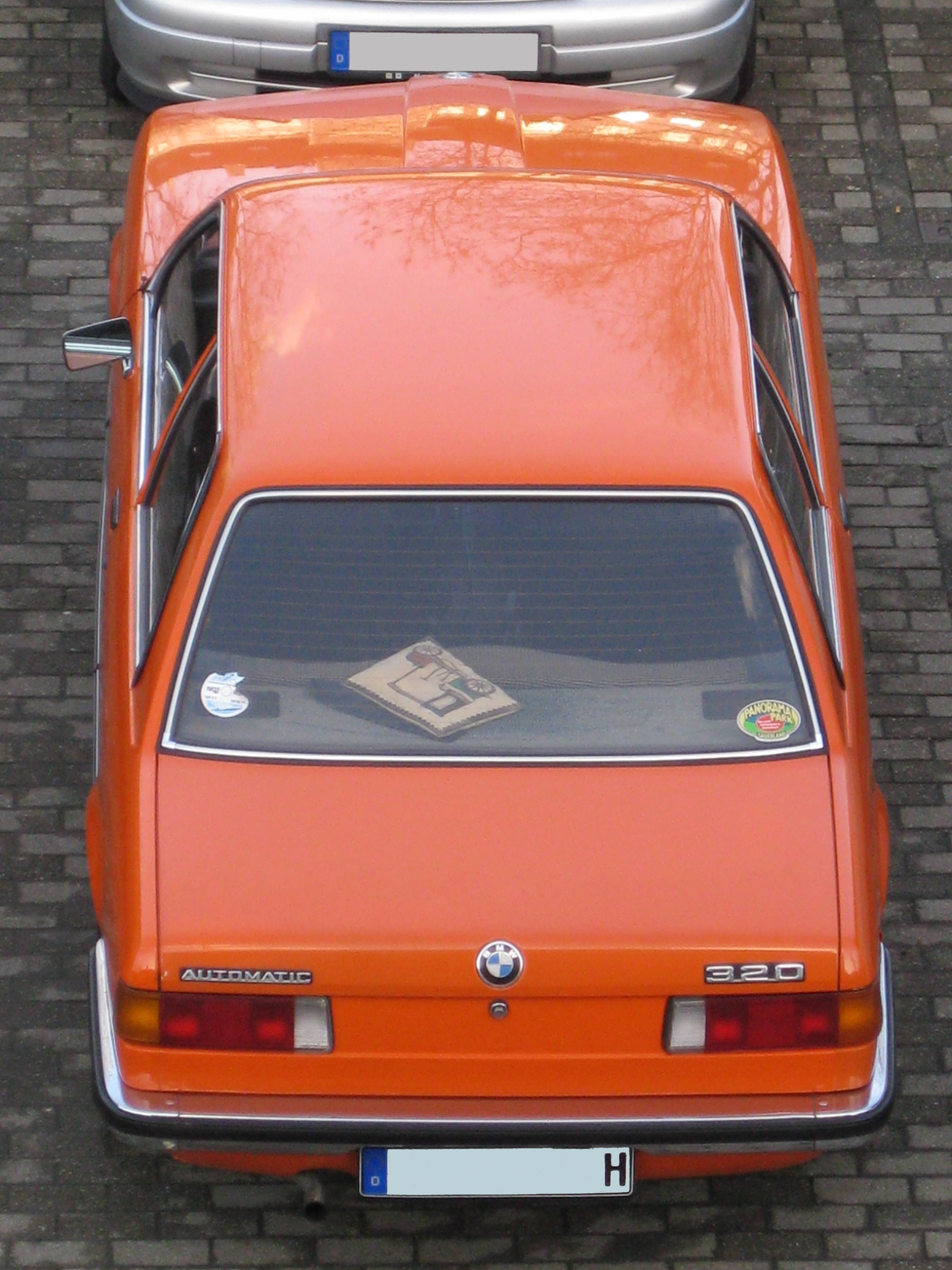
Première série sans couvercle en plastique
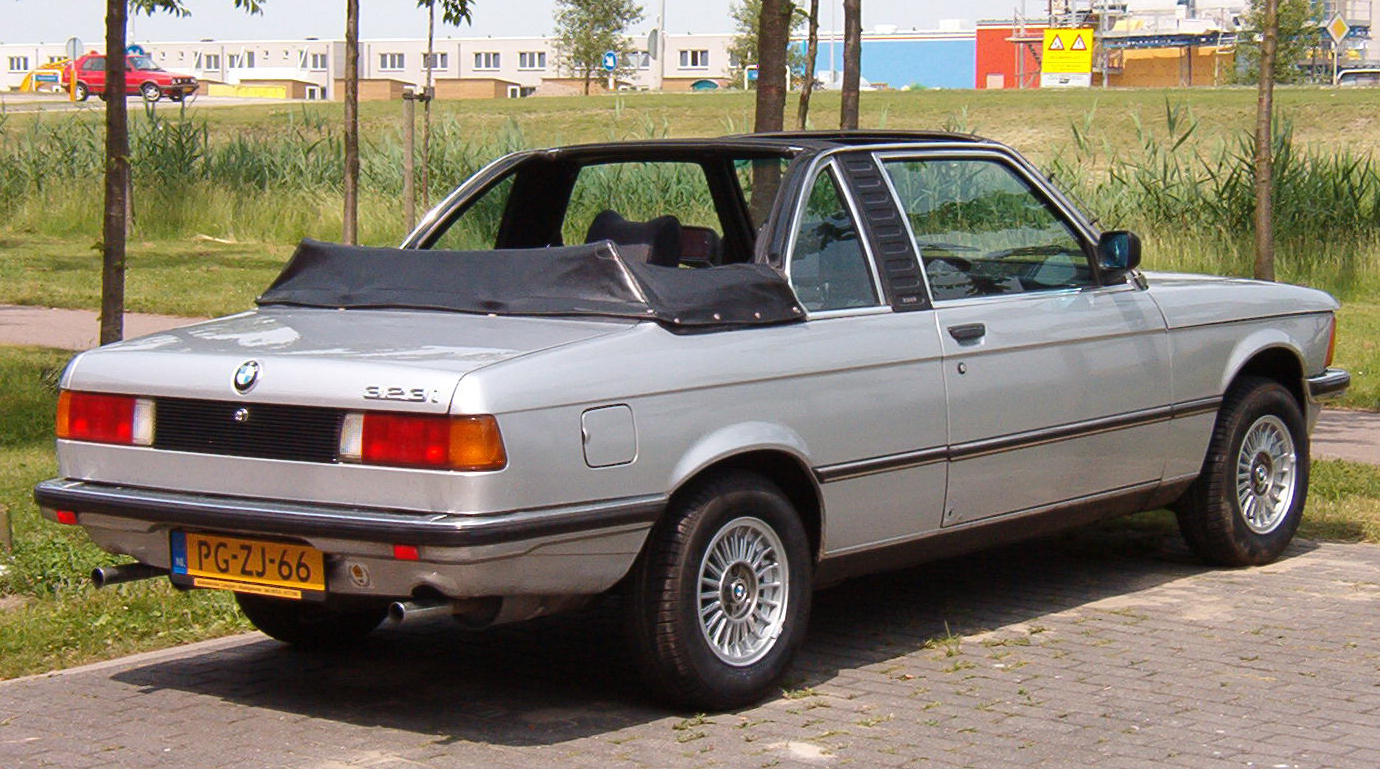
BMW 323i cabriolet Baur (1978–1979)
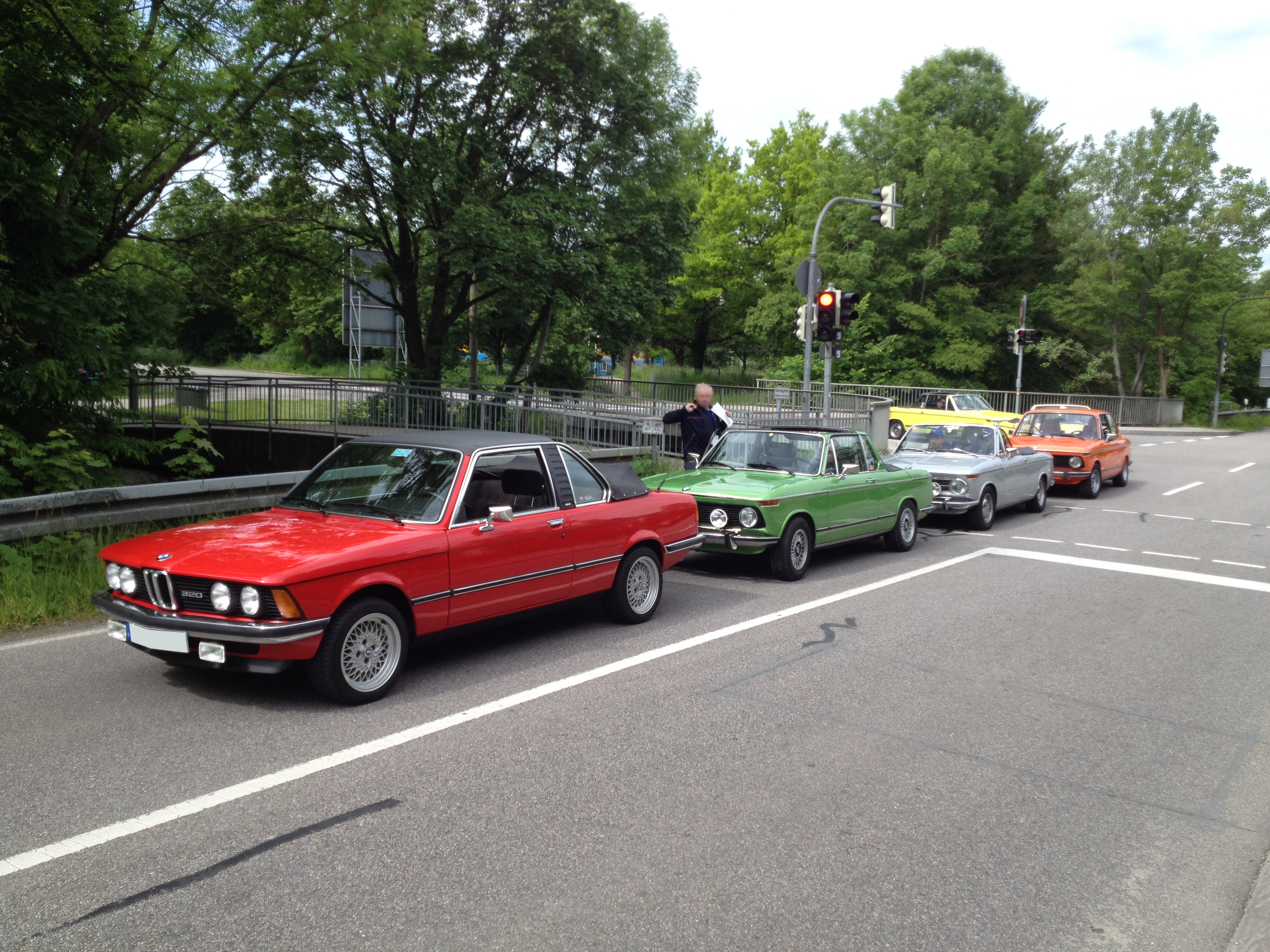
BMW 320/6 E21 Baur TC1 de 1978-1979, comparaison avec le cabriolet complet Baur Targa sur base de la précédente Type 114 (BMW 02)

### Lifting
Dans le cadre d'un lifting appliqué sur le modèle 1980 (vendu à partir d'août 1979), une modification a été apportée aux feux arrière, selon la finition ils ont des feux anti-brouillard intégrés. Les rétroviseurs chromés de la version initiale ont été remplacés par des rétroviseurs avec une coque en plastique noir réglables électriquement (sauf pour la 315) et ceux-ci ne sont plus montés sur la porte mais sur la vitre.
Le spoiler avant a été modifié avec une plus grande aération et le radiateur a été avancé pour permettre l'installation d'un ventilateur alimenté par courroie (auparavant alimenté électriquement) pour les modèles 6-cylindres. En outre, le système d'échappement a été repensé.
À l'intérieur, les modèles bénéficiaient d'un tableau de bord redessiné, avec de nouvelles ventilations, une console centrale redessinée avec un interrupteur d’avertissement de danger rond situé au centre et des commandes de chauffage modifiées. Celle-ci comporte un nouveau bouton pour les feux de détresse. Le combiné d'instrument est lui aussi différent, les commodos également.
Le pommeau du levier de vitesse avait désormais un schéma protégé par une petite vitre en plexiglas.
Les custodes et les joncs latéraux de vitrage sont différents.
Jusqu’à l’année modèle 1980 incluse, il n’y avait qu’une seule variante d’intérieure pour la BMW E21. En 1981 apparaissent de nouveaux matériaux de garnissage en remplacement des anciens, dont certains spécifique aux modèles 6 cylindres qui ont reçu des tissus d’ameublement de meilleure qualité et des panneaux de porte plus élaborés avec des inserts en tissu, tandis que l’étendue de l’équipement de la 315 a été réduit. Tous les modèles à partir de la BMW 320 ont un compte-tours standard au lieu de l’horloge.
La 315 a été introduite en avril 1980 et a été vendue jusqu'au milieu de l'année 1984 en parallèle à sa remplaçante E30 disponible quant à elle depuis novembre 1982.
Version se voulant économique à l'achat, son équipement a été réduit pour limiter son coût de production: un seul rétroviseur extérieur à réglage manuel, une plage arrière tapissée de simili cuir (tous les autres modèles avaient ici de la moquette), pas de vide-poches dans les portières, pare-chocs avec système de fixation visible et des ampoules à double filament R2 (au lieu d'ampoule halogènes H1/H4).
Le principal trait distinctif à l'extérieur d'une 315 sont les contours des vitres latérales qui sont de couleur noir-mat (bien qu'un cerclage en aluminium faisait quand même le tour des vitres arrière comme sur les 316-323i) et les panneaux en aluminium poli ont été omis. Des parties en chromes étaient aussi visibles sur les bandes de fente des fenêtres, les pare-chocs et sur les lignes latérales. Elle était vendue en 1981 à partir de 15 850 DM soit après inflation, environ 16 900 €.
Pour certains marchés d'exportation, les 315 ont été temporairement équipées du moteur 318i et vendues sous le nom de « 318i Bavaria ».

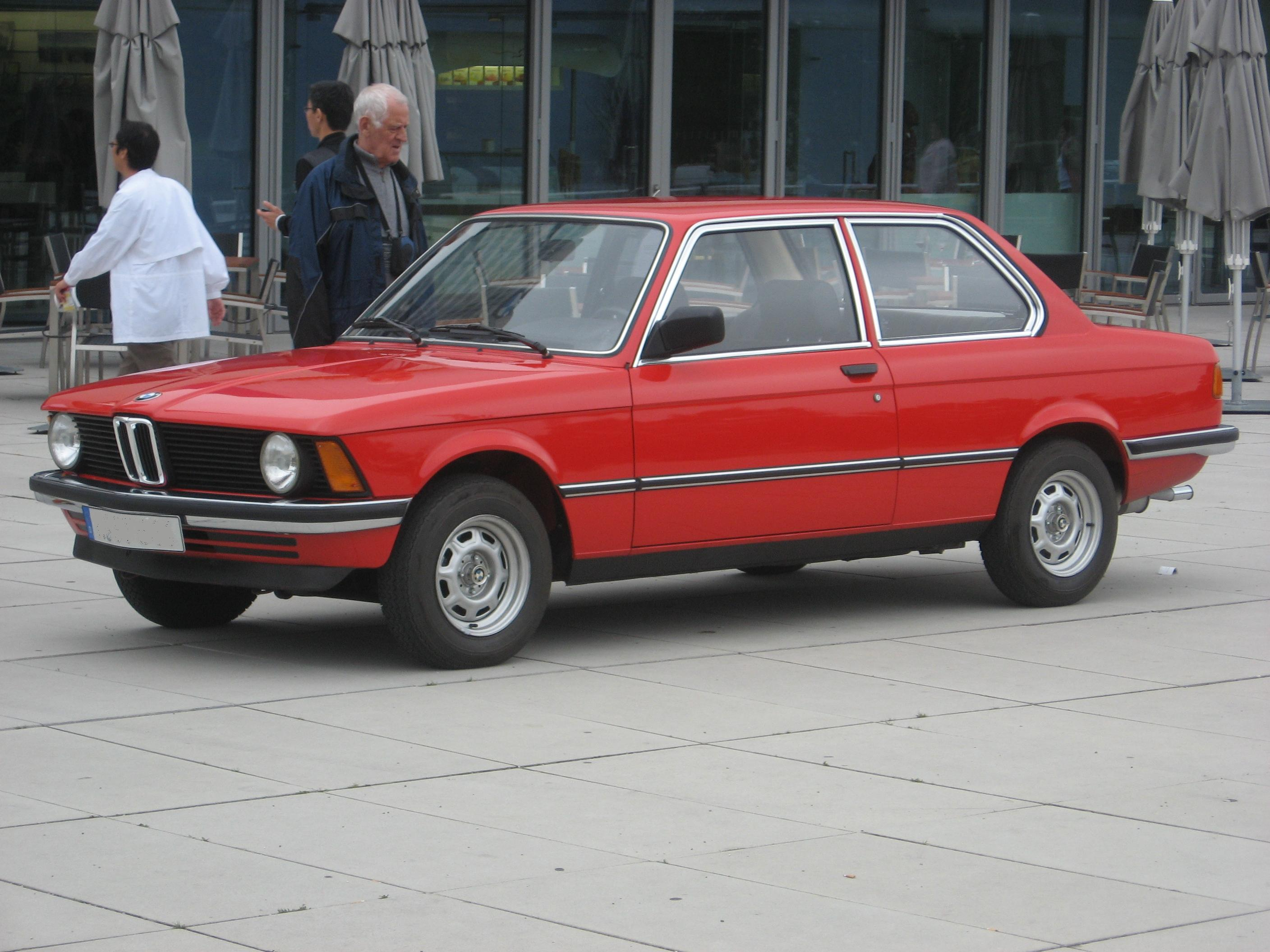
BMW 316 (1979–1983)
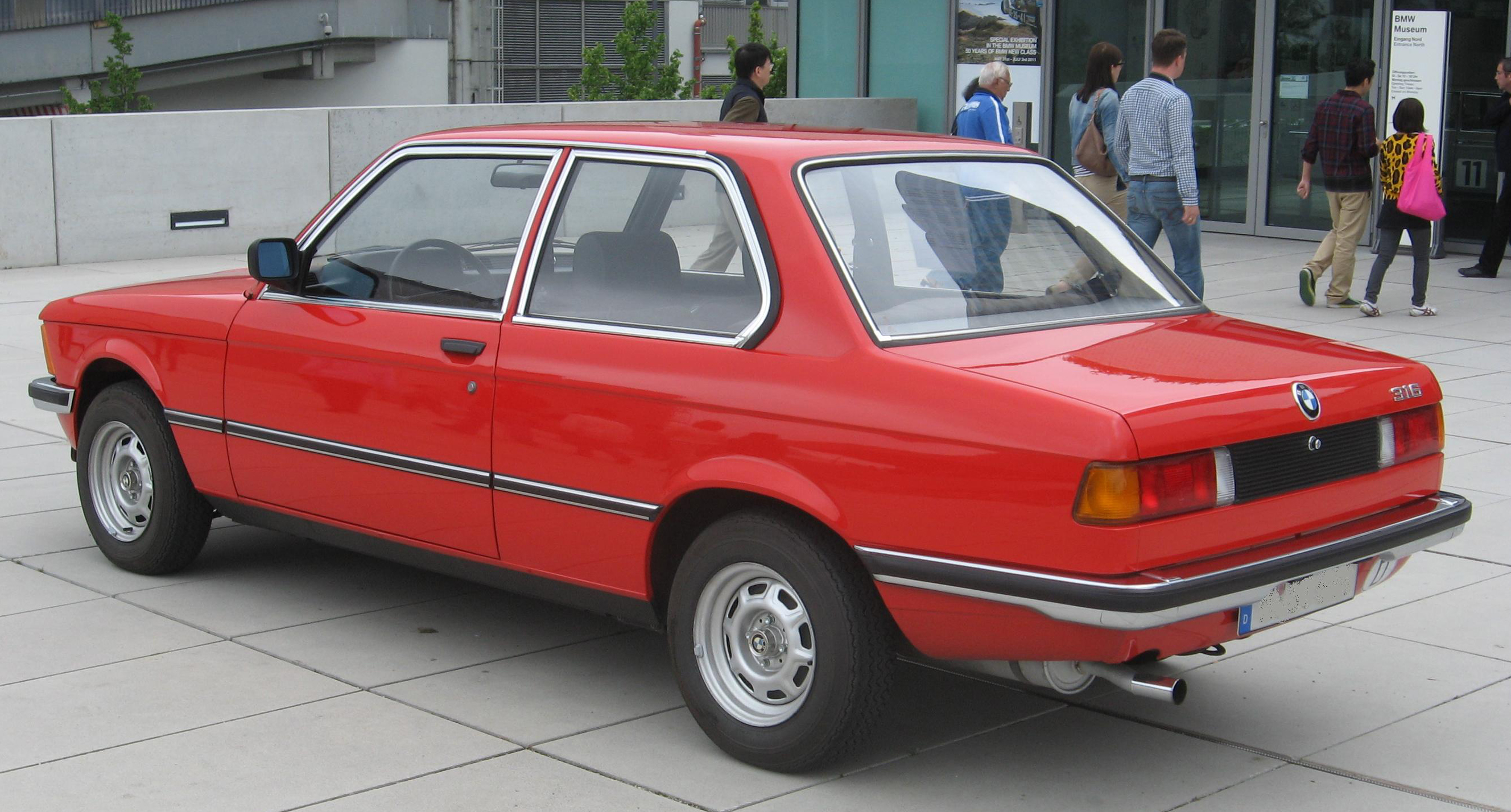
Vue arrière
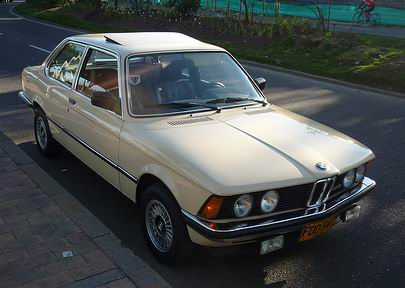
BMW 320 (1979–1983)
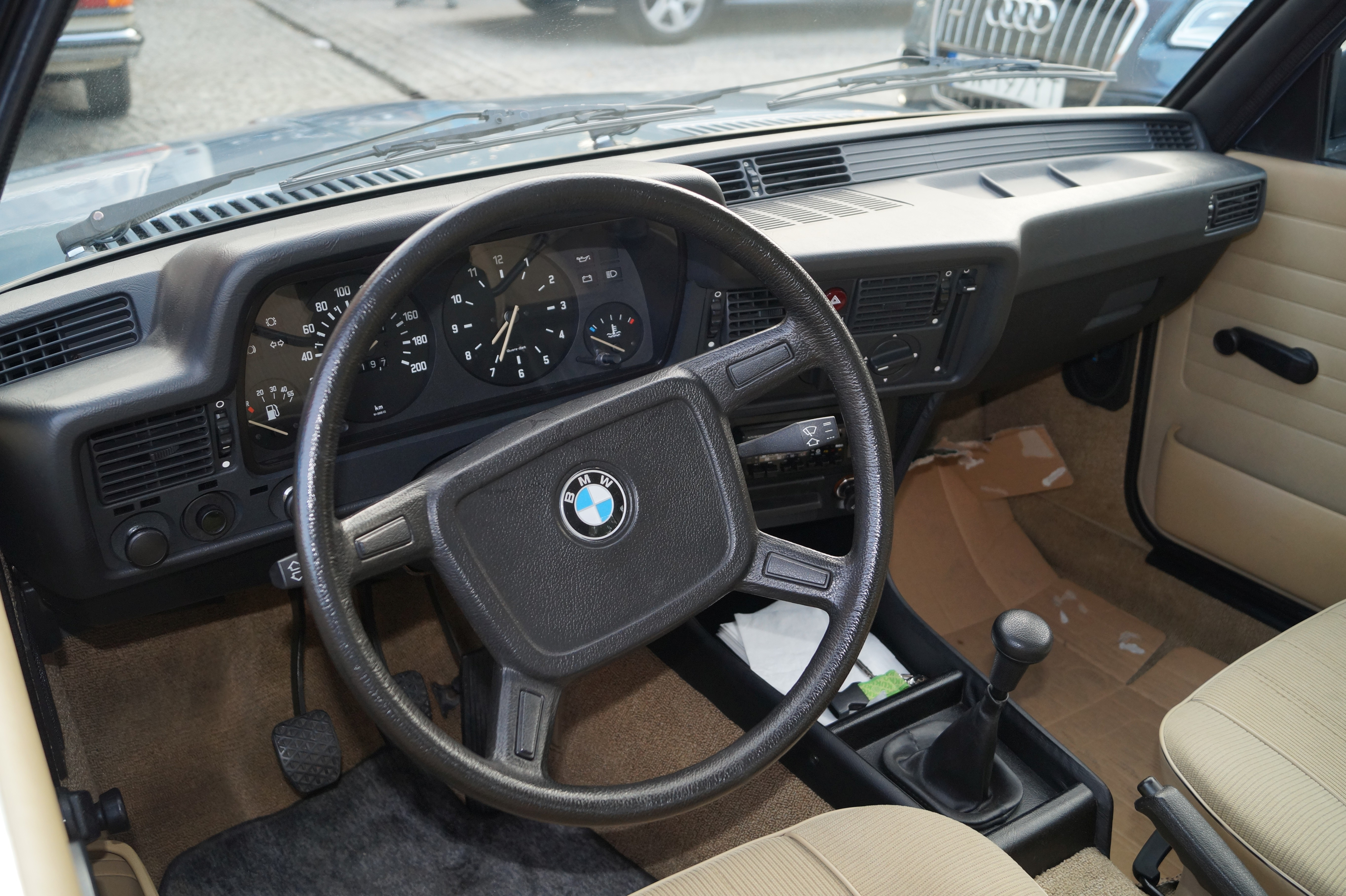
Intérieur de la 316 après le lifting
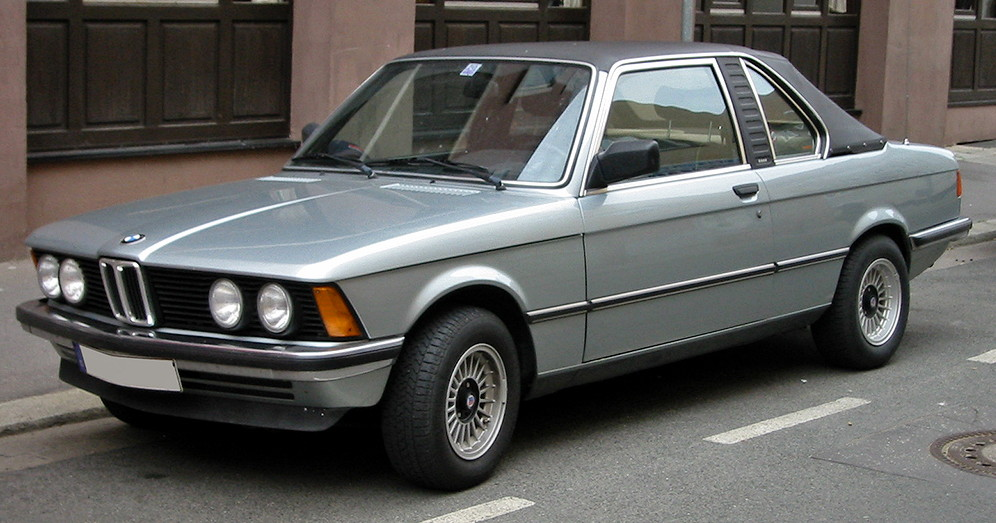
BMW E21 Baur TC1 (1979–1982)
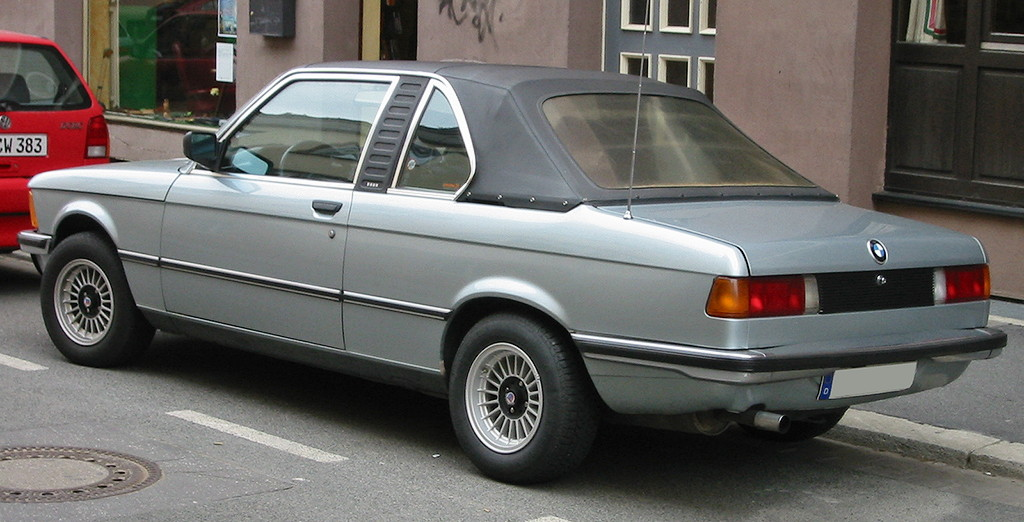
Vue arrière, position fermée
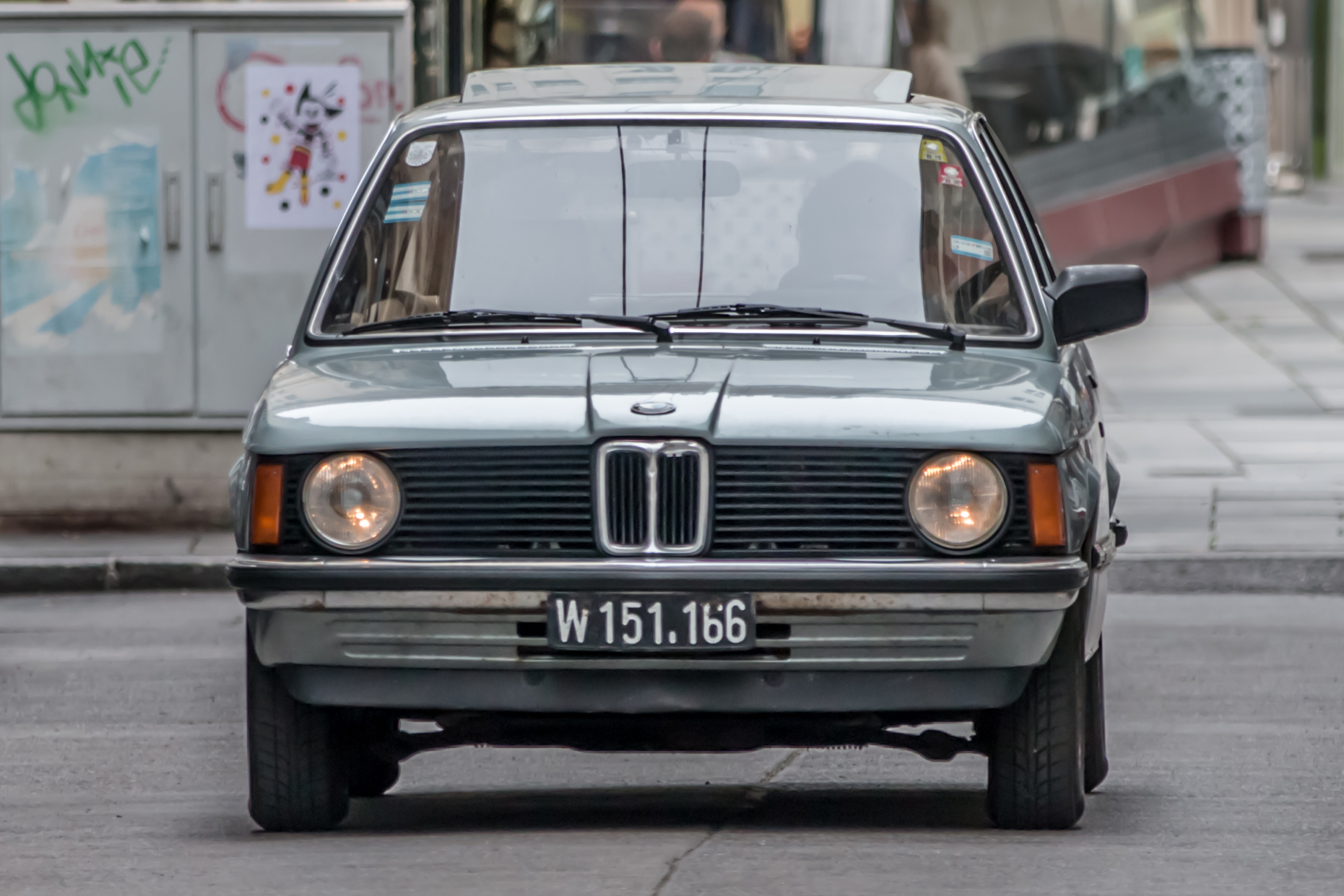
BMW 315 – les ampoules bi-filament R2 sont bien visibles
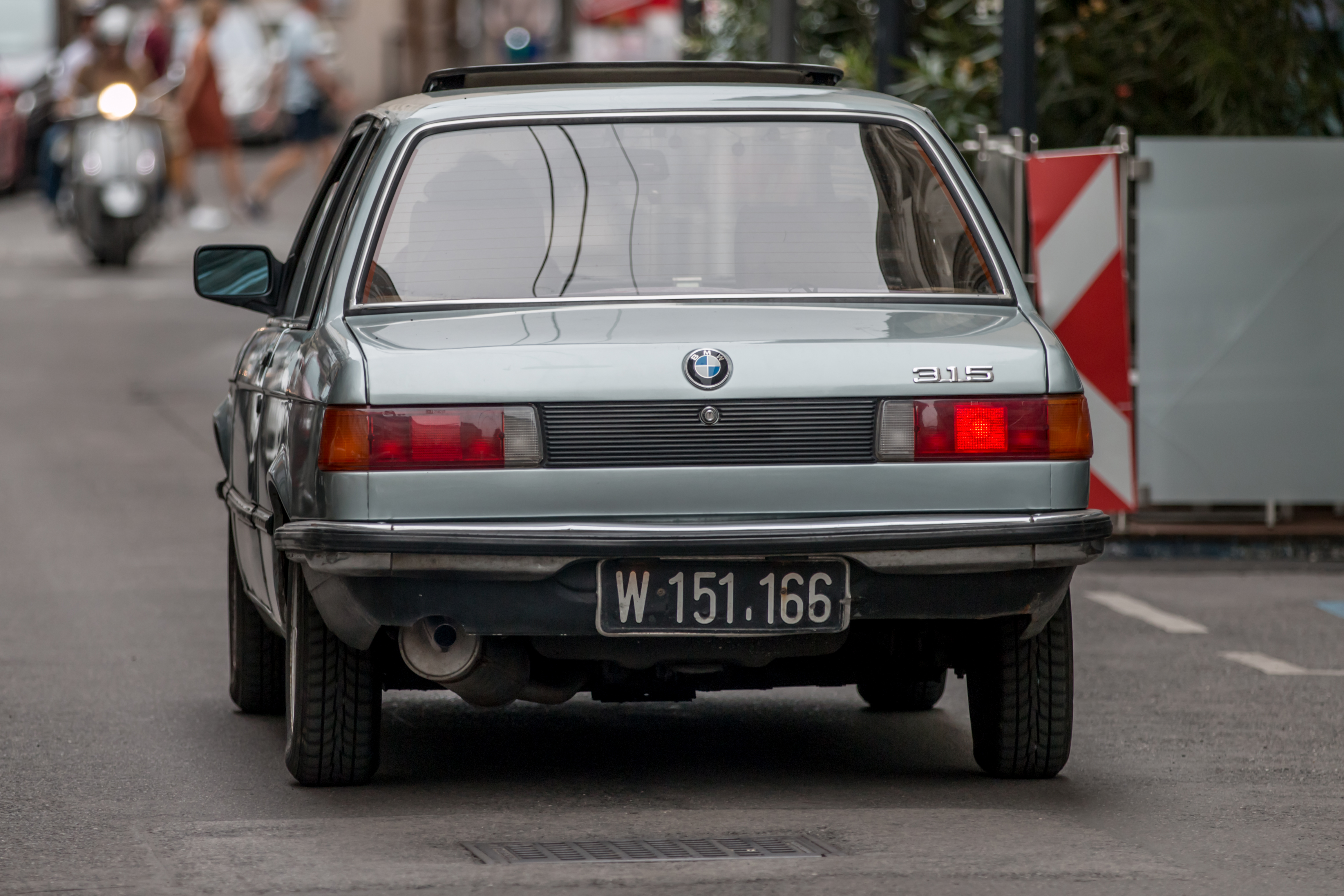
BMW 315, vue arrière

## Motorisations

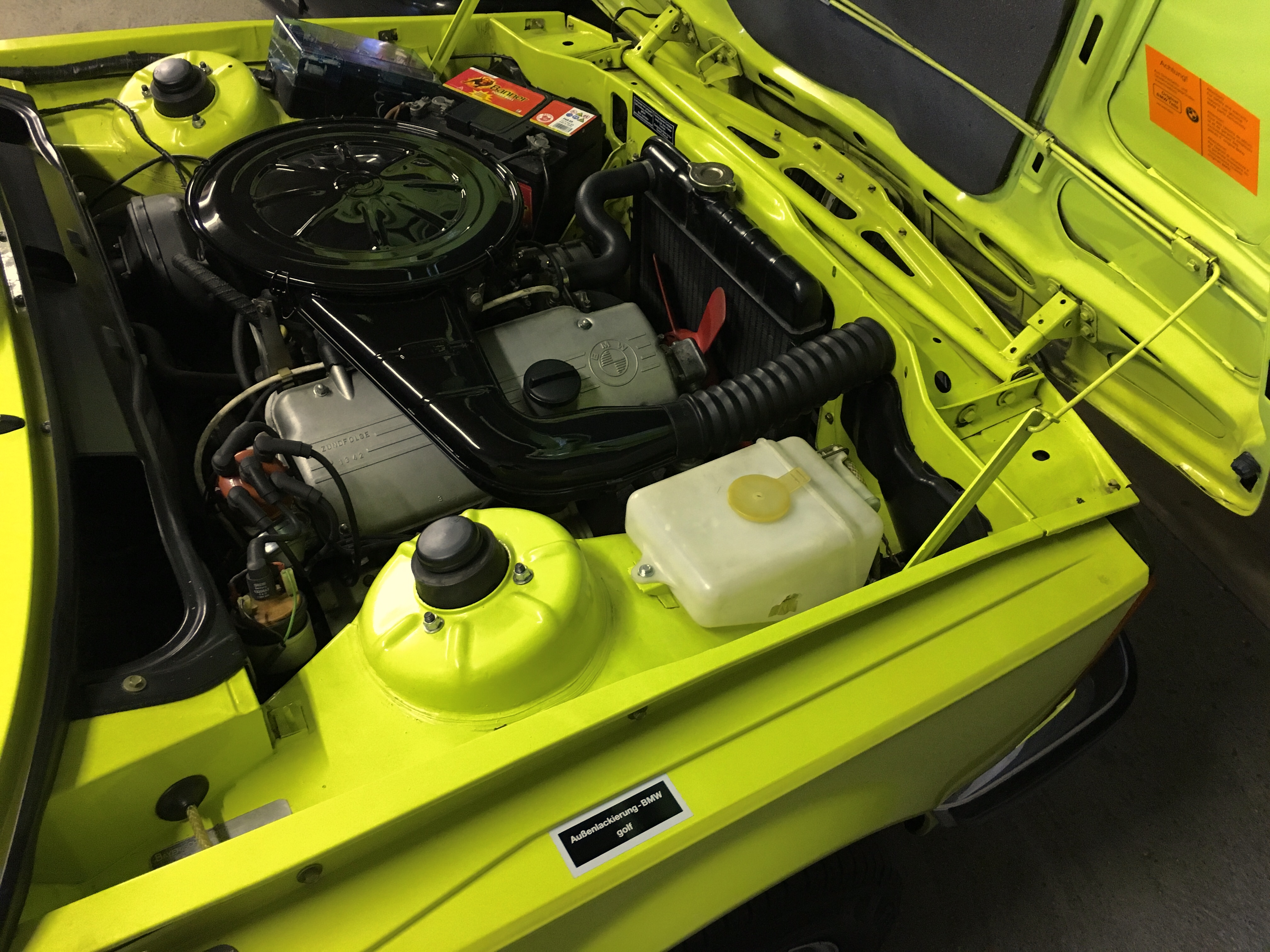
Moteur M10 de BMW

- 315 : 1,6 l, 55 kW (75 ch), 4 cylindres en ligne (M10).
- 316 : 1 573 cm³, 66 kW (90 ch), 4 cylindres en ligne (M10), carburateur Solex 32/32 DIDTA, jusqu'en 1980.
- 318 : 1 766 cm³, 72 kW (98 ch), 4 cylindres en ligne (M10), carburateur Solex 32/32 DIDTA, jusqu'en 1982.
- 320 : 1 990 cm³, 80 kW (109 ch), 4 cylindres en ligne (M10), carburateur Solex 32/32 DIDTA, jusqu'en 1977.
- 320 : 1 990 cm³, 90 kW (122 ch), 6 cylindres en ligne (M20), Doppel-carburateur Solex 4A1, à partir de 1978.

(Ces deux modèles 320 étaient respectivement nommés après l'apparition du modèle six cylindres, 320/4 et 320/6).
- 320i : 1 990 cm³, 92 kW (125 ch), 4 cylindres en ligne (M10), injection Bosch K-Jetronic, jusqu'en 1977.
- 323i : 2 315 cm³, 105 kW (143 ch), 6 cylindres en ligne (M20), injection Bosch K-Jetronic, à partir de 1978.
- 315 : 1,6 l, 55 kW (75 ch), 4 cylindres en ligne (M10), carburateur Pierburg 1B2, à partir de 1981.
- 316 : 1,8 l, 66 kW (90 ch), 4 cylindres en ligne (M10), carburateur Pierburg 2B4, à partir de 1981.
- 318i : 1,8 l, 77 kW (105 ch), 4 cylindres en ligne (M10), injection Bosch K-Jetronic, à partir de 1981.
- 320i : 2,0 l, 81 kW (110 ch), 4 cylindres en ligne (M10) avec K-Jetronic, pour la version américaine uniquement, jusqu'en 1979.
- 320i et 320is : 1,8 l, 74 kW (101 ch), 4 cylindres en ligne (M10) avec K-Jetronic et avec catalyseur, pour la version américaine uniquement, à partir de 1980.

En plus des motorisations ci-dessus, la E21 a servi comme base pour plusieurs préparateurs de voitures tels qu'Alpina, Hartge ou Schnitzer (entre autres). Alpina était déjà connu pour ses kits de tuning pour les moteurs M10 de la BMW 2002, avant d'être associé avec l'Alpina B6 comme la première préparation de la E21 sur le marché (moteur M30, de 2,8 litres, 218 ch (200 ch seulement pour la première série)). Plus tard, il y aura une déclinaison basée sur le petit six cylindres M20B23 de la version 323i (moteur M20, 2,3 litres, 170 ch).
Vers la fin de la production de la E21, sont apparues deux versions spéciales pour l'année 1982, la variante Edition E et la variante Edition S. La variante Edition E était disponible pour les moteurs 318i, 323i, 320 ainsi que l'Edition S pour la 323i. Les modèles Edition E étaient conçus avec l'objectif d'un confort amélioré avec des sièges dont le velours spécifique provient de la Série 7, des appuie-têtes arrière, des jantes en alliage, des rétroviseurs couleur carrosserie et un volant sport. Elle avait une peinture métallisée spéciale vert opale. Pour l' Edition S, l'avant est modifié par adjonction d'un spoiler BBS, l'arrière par un bequet Foha, des jantes nid d'abeille en alliage (5,5x13 ET18), des sièges sport Recaro, un volant sport et une boîte 5 vitesses. L'édition S, souvent désignée par l'appellation "run out" se caractérise par sa peinture bi-ton : gris graphite (Graphit Metallic 087) en partie basse, jusque sous la ligne de caisse, et Ascotgrau Metallic 151 pour la partie haute de l'auto. C'est cette teinte servait de base à l'assemblage de cette série spéciale et il semble que certaines Editions S aient été commercialisées intégralement peintes en Ascotgrau. L'Edition S aurait été limitée à 200 exemplaires, sans toutefois qu'il existe de numérotation et donc de chiffre de production certain. Boîte 5 sport et autobloquant en option.

## Caractéristiques
|                 | 0–100 km/h | Vitesse de pointe | Consommation          | Prix en août 1975 |
| --------------- | ---------- | ----------------- | --------------------- | ----------------- |
| BMW 315         | 14,8 s     | 154 km/h          | 8,8 l (Super Plus 98) |                   |
| BMW 316         | 13,8 s     | 160 km/h          | 9,5 l (Octane 91)     | 13 600 DM         |
| BMW 316 (1,8l)  | 12,5 s     | 163 km/h          | 9,0 l (Super Plus 98) |                   |
| BMW 318         | 11,9 s     | 165 km/h          | 9,6 l (Octane 91)     | 14 420 DM         |
| BMW 318i        | 11,5 s     | 179 km/h          | 8,9 l (Super Plus 98) |                   |
| BMW 320 (320/4) | 11,2 s     | 170 km/h          | 10,0 l (Octane 91)    | 15 330 DM         |
| BMW 320 (320/6) | 10,7 s     | 181 km/h          | 9,9 l (Super Plus 98) |                   |
| BMW 320i        | 9,9 s      | 180 km/h          | 9,4 l (Super Plus 98) | 17 400 DM         |
| BMW 323i        | 9,5 s      | 190 km/h          | 9,6 l (Super Plus 98) |                   |

Les indications de consommation correspondent à celle de la version allemande lors d'un cycle combiné DIN 70030 avec la transmission de série.

## Plus de variantes du modèle
Il y avait une version de la 320i dédiée pour le marché américain, qui est sortie en septembre 1979. Elle n’était disponible qu’aux États-Unis.
- 320i : Moteur quatre cylindres M10 avec injection dans le collecteur d’admission K-Jetronic de 2.0 L et 81 kW/110 ch (version américaine en 1979 seulement)
- 320i/320is : Moteur quatre cylindres M10 avec injection dans le collecteur d’admission K-Jetronic et catalyseur régulé de 1.8 L et 74 kW/101 ch (version américaine à partir de 1979)

De plus, l’E21 a servi de base pour diverses sociétés de réglage telles qu’Alpina ou AC Schnitzer. Alpina a d’abord utilisé des kits de réglage pour le moteur M10 (A0 - A4), connu de la BMW 02, avant qu’Alpina ne lance son premier véhicule en tant que constructeur avec la B6 (une E21 avec un moteur M30 de BMW de 2,8 litres et 218 ch (200 ch seulement pour la première série)). Il y avait aussi l’Alpina C1, qui repose sur le petit six cylindres (moteur M20 de 2,3 litres et 170 ch).
Vers la fin de la période de construction de l’E21, il y avait encore deux modèles spéciaux - les variantes Edition E et Edition S. L’Edition E était disponible pour les modèles 318i, 320 et 323i, l’Edition S pour la 323i seulement. L’Edition E, conçue pour le confort, a reçu des tissus en velours plus fins et des appuie-tête provenant de la Série 7, ainsi que des jantes en alliage léger, des rétroviseurs extérieurs peints de couleur carrosserie et un volant sport. La peinture disponible était Opalgrün-metallic. L’Edition S, plus sportive, était équipée de spoilers avant et arrière BBS, ainsi que de roues à rayons croisés BBS en alliage léger, de sièges sport Recaro, d’une boîte de vitesses à cinq rapports et d’un volant sport. Les peintures disponibles étaient Graphit-grau et Ascotgrau, sur certains marchés étrangers il y avait également la peinture bicolore Graphit-grau/Ascotgrau.

## BMW 320 Groupe 5

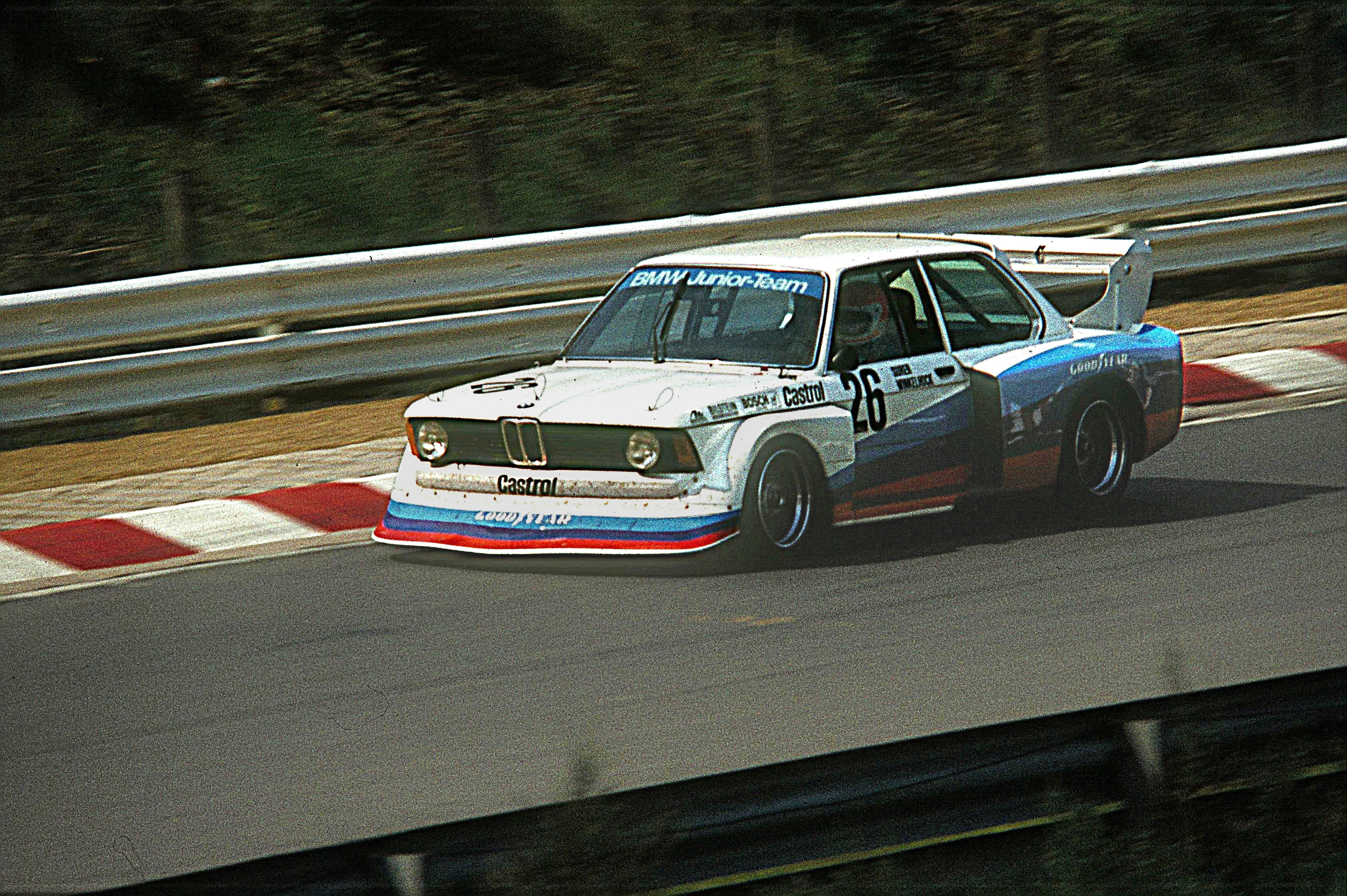
BMW 320 Groupe 5 aux 1000 km du Nürburgring 1977 pilotée par Marc Surer

Sur la base de la BMW 320, BMW Motorsport GmbH a développé une "voiture de production spéciale" pour le Groupe 5, qui a été utilisée par l’équipe de BMW Junior, fondée par Jochen Neerpasch en 1977, avec les pilotes Marc Surer, Joachim Winkelhock et Eddie Cheever. Neerpasch était directeur général de BMW Motorsport GmbH depuis 1972 et il souhaitait créer un programme jeunesse pour découvrir et promouvoir les jeunes talents.

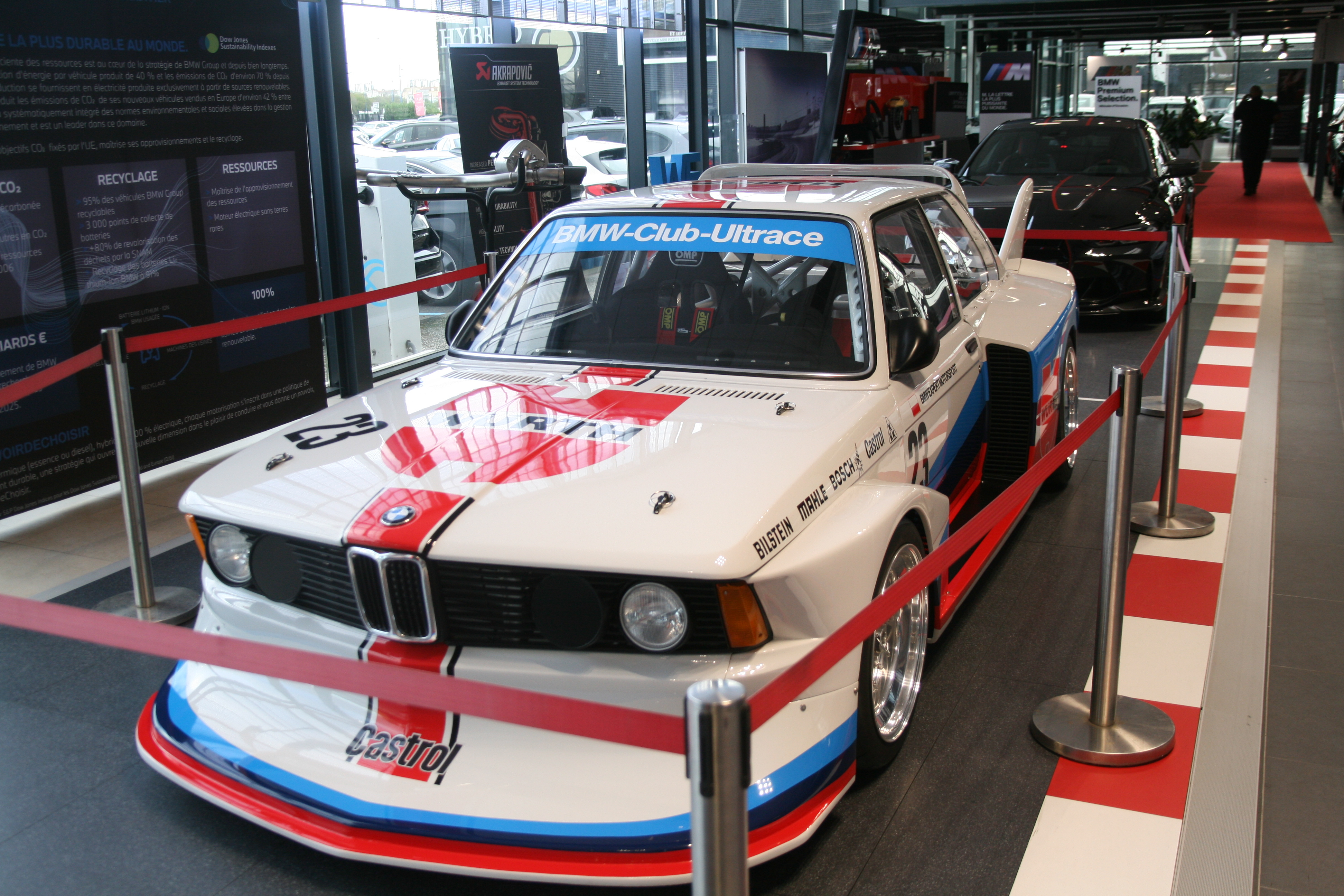
Replique d'une 320 du Groupe 5 (E21) "Ultra Race" à BMW Pelras Legend à Toulouse

À partir de 1977, la règlementation du Groupe 5 stipulait que les véhicules pour lesquelles aucun nombre minimum n’était stipulé devaient être dérivés des voitures des Groupes 1 à 4 (dont le nombre minimum d’unités pour y participer est de 400 en 24 mois consécutifs). La cylindrée, la culasse et la lubrification du moteur étaient libres, seul le bloc moteur d’un modèle homologué devait être conservé. Les suspensions de roues du modèle homologué peuvent être changées à volonté; Les freins, la direction, les matériaux de carrosserie et les aides aérodynamiques peuvent être réglés de manière facultatives. Cependant, ces derniers n’étaient pas autorisés à dépasser du contour du véhicule lorsqu’ils étaient vus de face.
La BMW 320 en tant que voiture du Groupe 5 est équipée d’un moteur 4 cylindres en ligne refroidi par eau avec deux arbres à cames en tête et quatre soupapes par cylindre, une lubrification à carter sec et une injection Kugelfischer. La cylindrée est de 1 999 cm³ (alésage de 89,2 mm et course de 80 mm); Puissance de 300 ch (220 kW) à 9 250 tr/min, couple maximal de 226 Nm à 6 500 tr/min. La puissance est transmise via une boîte de vitesses à cinq rapports (Getrag type 245) et un arbre à cardan sur l’essieu arrière avec un différentiel à glissement limité (blocage à 100%). Les roues avant sont suspendues à des triangles, les roues arrière à des bras semi-tirants, chacune avec barre antiroulis, ressorts hélicoïdaux et amortisseurs Bilstein. Le système de freinage a des disques ventilés de l’intérieur; la taille des pneus est de 10.0/23.5-16 à l’avant et 12.5/25.0-16 à l’arrière. Afin de pouvoir rapidement changer les roues dans les stands, la voiture est équipée en permanence de vérins hydrauliques.
La voiture mesure 4 770 mm de long, 2 000 mm de large et 1 260 mm de haut; l’empattement est de 2 563 mm. Le poids à vide est de 760 ou 790 kg, selon la source. Avec le rapport de transmission le plus long, la BMW 320 Groupe 5 atteint une vitesse de pointe de 250 km/h. En kit, elle coûtait 90 000 Deutsche Mark,.

## Prix

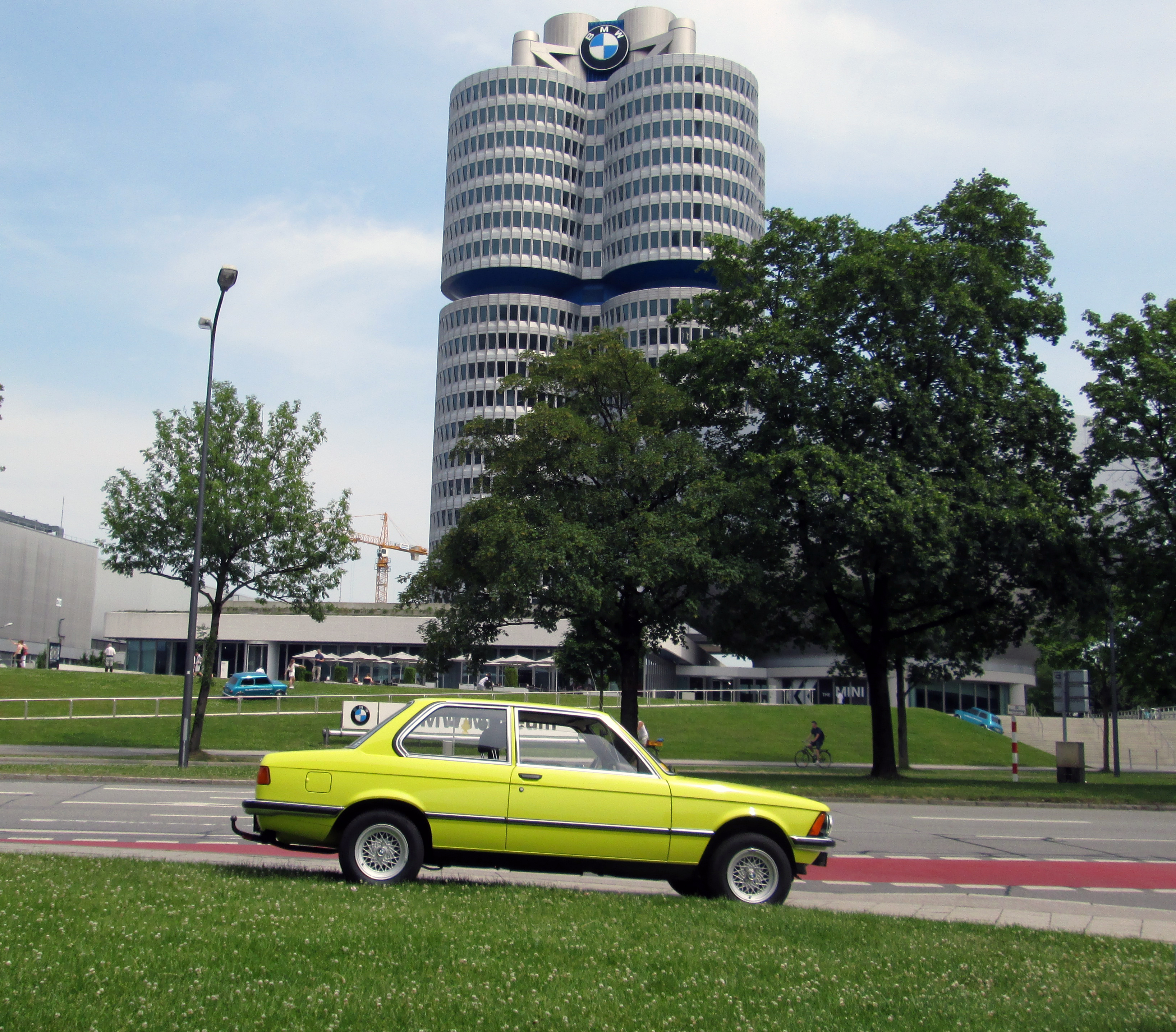
BMW E21 couleur Golf

Prix de base des modèles disponibles à partir d’août 1975
- 316 : 13 600 Deutsche Mark (équivaut aujourd’hui à 18 800 € avec l’inflation)
- 318 : 14 420 Deutsche Mark (équivaut aujourd’hui à 19 900 € avec l’inflation)
- 320 : 15 330 Deutsche Mark (équivaut aujourd’hui à 21 200 € avec l’inflation)
- 320i : 17 400 Deutsche Mark (équivaut aujourd’hui à 24 100 € avec l’inflation)